# Petre-Emanoil Neagu
Petre-Emanoil Neagu (n. 18 februarie 1959) este un deputat român, ales în 2024 din partea PSD. 